# Перкосова (Тимиш)
Перкосова (рум. Percosova) насеље је у Румунији у жупанији Тимиш у граду Гатаја. Oпштина се налази на надморској висини од 83 m.

## Прошлост
Аустријски царски ревизор Ерлер је 1774. године констатовао да место припада Жамском округу, Вршачког дистрикта. Становништво је било претежно влашко.

## Становништво
Према подацима из 2002. године у насељу је живело 296 становника.

### Попис2002.
| Расподела становништва по националности 2002.‍ | Расподела становништва по националности 2002.‍ | Расподела становништва по националности 2002.‍ | Расподела становништва по националности 2002.‍ | Расподела становништва по националности 2002.‍ |
| --------------------------------------------- | --------------------------------------------- | --------------------------------------------- | --------------------------------------------- | --------------------------------------------- |
|                                               |                                               |                                               |                                               |                                               |
| Румуни                                        | Румуни                                        |                                               | 271                                           | 91,9%                                         |
| Мађари                                        | Мађари                                        |                                               | 5                                             | 1,7%                                          |
| Немци                                         | Немци                                         |                                               | 12                                            | 4,1%                                          |
| Словаци                                       | Словаци                                       |                                               | 7                                             | 2,4%                                          |